# Tatanka (catch)
Pour les articles homonymes, voir Tatanka (homonymie) et Chavis.
Christopher Chavis (né le 8 juin 1965 à Pembroke), est un catcheur (lutteur professionnel) amérindien connu sous le nom de Tatanka. Il travaille actuellement pour la World Wrestling Entertainment comme ambassadeur. Son nom de ring est un mot lakota qui veut dire bison. Il descend de la tribu des Lumbees.
Il est essentiellement connu pour ses deux passages à la World Wrestling Federation / World Wrestling Entertainment (WWF puis WWE à partir de 2002). Au cours de son premier passage à la WWF de 1991 à 1996, il adopte le nom de ring de Tatanka et reste invaincu jusqu'en septembre 1993. Il est ensuite membre du clan The Million Dollar Corporation (en). Il quitte la WWF en 1996 et lutte dans diverses fédérations américaines. Il retourne à la WWE de 2005 à 2007. Il continue de lutter dans des petites fédérations. En 2015, la WWE lui offre un contrat de Légende, faisant de lui un des ambassadeurs de l'entreprise.

## Jeunesse
Chavis est originaire de la tribu des Lumbees. Il joue dans l'équipe de football américain de son lycée au poste de lineman au Bethel High School à Hampton en Virginie. Il est désigné comme meilleur lineman de l'état en 1977 et plusieurs universités veulent lui proposer une bourse sportive. Il choisit l'université James Madison à Harrisonburg et fait partie de l'équipe de football de cette université. Il fait aussi partie de l'Army Reserve Officers' Training Corps (en) et étudie à l'académie militaire de West Point.
Il devient culturiste après ses études et remporte le concours de Mr Goldcoast en 1983 et 1987 ainsi que le First Coast Bodybuilding Championship en 1987. Il est aussi gérant d'une salle de sport du groupe Bally Total Fitness.
Au cours de la grève des joueurs de la National Football League de 1987, il participe à un camp d'entraînement avec les Dolphins de Miami qui lui propose un contrat d'une saison. Il refuse car le salaire qu'on lui propose est inférieur à ce qu'il gagne comme gérant de salle de sport.

## Carrière de catcheur

### Entraînement et débuts (1990-1991)
Chavis rencontre le catcheur Buddy Rogers au début des années 1990. Rogers lui conseille de devenir catcheur et lui recommande d'aller à la Monster Factory (en), une école de catch fondée par Rogers et dirigé par Larry Sharpe. Il commence sa carrière en Caroline du Sud à la South Atlantic Pro Wrestling en 1990. Il y remporte un tournoi le 9 octobre 1990 en éliminant Pitbull Rex puis Tex Slazenger et enfin Pitbull Spike et remporte une Mercedes 400 SL.
Le 7 février 1991, il perd la finale d'un tournoi pour désigner le champion poids lourd de la SAPW face à Vince Torelli. Torelli quitte la SAPW à l'été et le promoteur de cette fédération remet le titre de champion poids lourd à Chavis en juillet,.

### World Wrestling Federation (1991-1996)

#### Série d'invincibilité (1991-1993)
Chavis commence à travailler à la World Wrestling Federation (WWF) comme jobber et lutte encore sous son véritable nom.
Il utilise le nom de ring de Tatanka à partir du 1er février 1992 où il bat Pat Tanaka (en). Il reste invaincu durant toute l'année avec deux victoires notables face à Rick Martel le 5 avril à WrestleMania VIII puis le 25 novembre durant les Survivor Series,,.
Il reste invaincu et devient challenger pour le championnat intercontinental de la WWF détenu alors par Shawn Michaels à WrestleMania IX. Dans les semaines précédant ce combat, il bat son rival à deux reprises par tombé et s'allie avec Sensational Sherri l'ancienne valet de Michaels. Durant leur combat à WrestleMania IX, Michaels fait tomber volontairement l'arbitre hors du ring. Tatanka reprend le dessus sur son adversaire et s'apprête à gagner le match par tombé avant que l'arbitre n'arrête le compte pour déclarer la victoire à Tatanka par décompte à l'extérieur. Il se qualifie pour le premier tour du tournoi King of the Ring en battant Giant Gonzalez le 15 mai. Ce tournoi a lieu le 13 juin : il affronte Lex Luger au premier tour dans un combat qui se termine par un double décompte à l'extérieur. Il est ensuite le rival de Bam Bam Bigelow, qui lui coupe la crête de cheveux rouge qu'il arbore. Cela donne lieu à un match par équipes à SummerSlam opposant Tatanka et The Smoking Gunns (en) (Bart et Billy Gunn) à Bigelow et The Headshrinkers (Samu (en) et Fatu), qui sera remporté par l'équipe de Tatanka. Sa série d'invincibilité prend fin par sa défaite face à Ludvig Borga le 30 octobre. Après ce combat, Yokozuna l'attaque, permettant ainsi au public de croire que Tatanka est réellement blessé. Il doit être un des membres de l'équipe de Lex Luger aux Survivor Series avant d'être remplacé par The Undertaker.

#### Rivalité puis alliance avec laMillion Dollar Corporation(1994-1996)
En 1994, il entame une rivalité avec Irwin R. Schyster (IRS), un catcheur membre du clan The Million Dollar Corporation (en) qui incarne un agent de l'Internal Revenue Service. IRS demande à Tatanka de payer ses taxes le 16 avril. Le 30 mai 1994, il affronte Crush pour se qualifier pour le tournoi King of the Ring où les deux hommes se font compter à l'extérieur. Ils se battent de nouveau la semaine suivante dans un Lumberjack match duquel Tatanka sort vainqueur. Il se fait éliminer au premier tour du tournoi par Owen Hart le 19 juin. Le 25 juillet, Tatanka bat Nikolai Volkoff dans un match où Ted DiBiase met en jeu 10 000 dollars. Après ce combat, DiBiase fait croire à Tatanka que Lex Luger est un membre de The Million Dollar Corporation ; Tatanka défie alors Luger. Tatanka et Luger s'affrontent le 29 août à SummerSlam qui voit la victoire de Tatanka. Après ce match, DiBiase vient provoquer Luger, et Tatanka effectue un heel turn en attaquant Luger et en rejoignant The Million Dollar Corporation. Le 26 septembre, Tatanka affronte Razor Ramon dans un match pour le championnat intercontinental de ce dernier. Au cours de ce combat, Luger intervient en attaquant Tatanka avant l'arrivée de Bam Bam Bigelow qui vient en aide à Tatanka ; cet affrontement se conclut par un décompte à l'extérieur de Tatanka. Luger s'allie avec les Smoking Guns (Billy et Bart Gunn), Adam Bomb et Mabel pour terminer leur rivalité le 23 novembre aux Survivor Series, par la victoire de la Million Dollar Team (Bigelow, Jimmy Del Ray, King Kong Bundy, Tatanka et Tom Prichard), où Tatanka élimine Bart Gunn avant de se faire sortir par Luger.
En fin d'année, il fait équipe avec Bam Bam Bigelow durant le tournoi pour désigner les nouveaux champion du monde par équipes de la WWF où ils éliminent Mabel et Mo (en) le 17 décembre, puis Fatu et Sionne le 14 janvier 1995 pour se hisser en finale,. La finale de ce tournoi a lieu le 22 janvier durant le Royal Rumble où Tatanka et Bigelow échouent face à The 1-2-3 Kid et Bob Holly. Le 24 avril, il attaque Bigelow après la défaite de ce dernier face à Diesel dans un match pour le championnat du monde poids lourd de la WWF. Une rivalité se met alors en place entre Bigelow et Diesel d'un côté et The Million Dollar Corporation (en) de l'autre, et voit la défaite de Tatanka et Sycho Sid le 25 juin au cours de King of the Ring. Fin août, une femme accuse Chavis et d'autres catcheurs de la WWF de l'avoir agressée sexuellement le 29 décembre 1994. Vince McMahon décide alors de le suspendre six mois.
Tatanka revient de sa suspension le 21 janvier 1996 au Royal Rumble où il entre en 20e position dans le Royal Rumble match où il élimine Aldo Montoya avant de se faire sortir par Diesel. Le 18 février à in Your House 6 : Rage in the Cage, il perd face à Jake Roberts. Il participe avec The 1-2-3 Kid à un tournoi pour désigner les champions du monde par équipes de la WWF et se font éliminer dès le premier tour par Razor Ramon et Savio Vega le 9 mars. Neuf jours plus tard, il perd un match sans enjeu face à Bret Hart qui est alors champion du monde poids lourd de la WWF. Il s'agit de la dernière apparition de Tatanka à la WWF puisqu'il quitte cette fédération dans la foulée pour fonder une famille avec sa femme,.

### Diverses fédérations (1996-2005)

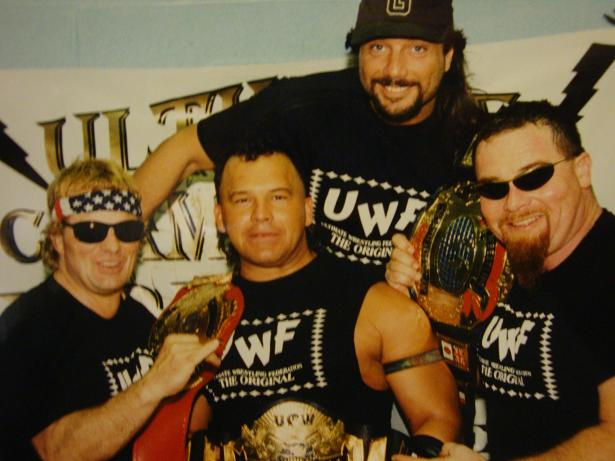
Marty Jannetty, Tatanka, Bruce Hart et Jim Neidhart en 1997 avant un spectacle de l'Ultimate Championship Wrestling.

Même s'il ne fait plus du catch sa principale source de revenus, Tatanka continue ponctuellement à monter sur le ring. Il fait notamment un bref passage à l'Ultimate Championship Wrestling, une petite fédération new-yorkaise. Il travaille aussi dans d'autres petites fédérations.

### Retour à laWorld Wrestling Entertainment(2005-2007)
Le 1er août 2005 à RAW, il perd un l'Eugene Invitational Challenge par disqualification face à Eugene après l'intervention de Kurt Angle. Le lendemain, il annonce sur son site internet que la World Wrestling Entertainment (WWE) lui a proposé un contrat qu'il a accepté. Durant son match, il semble hors de forme et fait aucun autre match télévisé de l'année,.
Le 29 janvier 2006 au cours du Royal Rumble, il participe au Royal Rumble match en entrant en 15e position et se fait éliminer par Joey Mercury et Johnny Nitro.

## Vie privée
Chris Chavis est marié à une femme et a quatre enfants.

## Palmarès

### Comme catcheur
- Athletik Club Wrestling (ACW)

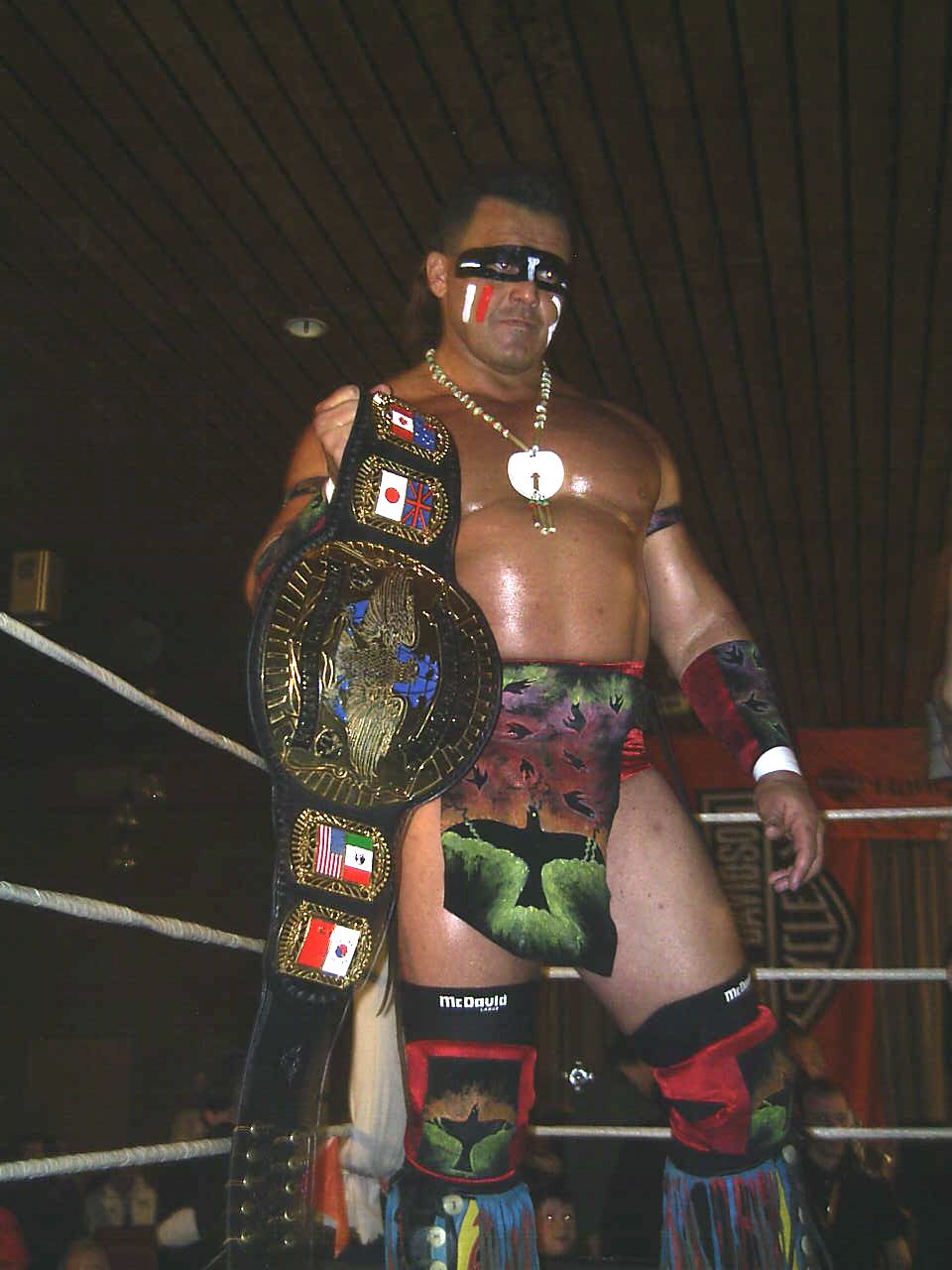
Tatanka avec la ceinture de champion poids lourd de la Deutsche Wrestling Allianz.

  - 1 fois champion poids lourd d'Allemagne de l'ACW[41]
- Covey Promotions (CP)
  - 1 fois champion du monde poids lourd de CP[42]
- Classic Wrestling Entertainment (CWE)
  - 1 fois de catch du Rhin-Neckar de la CWE[43]
- Dansk Pro Wrestling (DPW)
  - 1 fois champion par équipes de la DPW avec Rick Dominick[44]
- Deutsche Wrestling Allianz (DWA)
  - 1 fois champion poids lourd de la DWA[45]
- German Hurricane Wrestling (GHW)
  - 1 fois champion poids lourd de la GHW[46]
- Israeli Pro Wrestling Association (IPWA)
  - 1 fois champion poids lourd de l'IPWA[47]
- Pro Wrestling Experience (PWE)
  - 1 fois champion des États-Unis de la PWE[48]
- South Atlantic Pro Wrestling (SAPW)
  - 1 fois champion poids lourd de la SAPW[6]
  - Tournoi Mercedes 400 SL le 9 octobre 1990[5]
- Stampede Wrestling
  - 1 fois champion poids lourd d'Amérique du Nord de la Stampede[49]
- Top Rope Championship Wrestling (TRCW)
  - 1 fois champion international poids lourd de la TRCW[50]

- United States Wrestling Association (USWA)
  - 1 fois champion du monde poids lourd unifié de l'USWA[51]

### Comme culturiste
- Mr Virginia Beach
  -  en 1982[3]
- Mr Goldcoast
  -  en 1983[3]
  -  en 1988[3]

## Récompenses des magazines
- Pro Wrestling Illustrated
  - 4e Rookie de l'année 1990[52]
  - 4e meilleure progression de l'année 1993[53]

| Année | 1991 | 1992 | 1993 | 1994 | 1995 | 1996 | 1997 | 1998 | 1999 à 2005 | 2006 |
| ----- | ---- | ---- | ---- | ---- | ---- | ---- | ---- | ---- | ----------- | ---- |
| Rang  | 185  | 93   | 61   | 40   | 41   | 142  | 223  | 280  | Non classé  | 258  |